# 花山院家長
花山院 家長（かさんのいん いえなが）は、鎌倉時代中期の公卿。太政大臣・花山院通雅の長男。官位は従二位・権中納言。

## 経歴
以下、『公卿補任』、『尊卑分脈』の記事に従って記述する。
- 建長7年（1255年）1月5日、叙爵。
- 正嘉元年（1257年）12月20日、従五位上に昇叙。
- 正嘉2年（1258年）1月6日、正五位下に昇叙。同年3月8日、従四位下に昇叙。
- 正元元年（1259年）11月16日、左中将に任ぜられる[1]。同年12月25日、従四位上に昇叙。
- 正元2年（1260年）3月29日、武蔵権介を兼ねる。
- 弘長2年（1262年）1月5日、正四位下に昇叙。なお、同日に弟の家教が叙爵されている。また、同年7月16日には父・通雅が右大将に任ぜられている。
- 文永3年（1266年）2月1日、土佐介を兼ねる。
- 文永5年（1268年）8月25日、春宮権亮を兼ねる。同年12月2日には父・通雅が内大臣となる。
- 文永6年（1269年）1月5日、従三位に叙せられる。中将は元の如し。同年4月に父・通雅が右大臣に転任。
- 文永8年（1271年）3月21日に父・通雅が右大臣を辞し、同月27日代わりに家長が参議を経ず権中納言に任ぜられる。同年4月8日、勅授帯剣を許される。
- 文永9年（1272年）正三位に昇叙か。
- 文永11年（1274年）1月7日、従二位に昇叙。同年7月2日、薨去。